# Cazza
Cazza (in croato Sušac) è un'isola croata, della Dalmazia meridionale, che fa parte dell'arcipelago di Lagosta. Si trova ad ovest di Lagosta. Amministrativamente appartiene al comune della città di Lagosta, nella regione raguseo-narentana.

## Geografia
Cazza si trova 23 km a ovest di Lagosta e a sud est di Curzola. L'isola è rocciosa, ha una forma irregolare, le costa ripide e a picco ed è circondata da acque profonde (in media 70 m); ha una superficie di 4,03 km² e uno sviluppo costiero di 16,38 km; la massima altezza dell'isola è quella del monte Cazza (Sušac vrh), 239,2 m, segue il monte Greco Grande (Velji Grk) con i suoi 206 metri. Ci sono numerose insenature sul suo lato meridionale.
Il suo capo sud-ovest si chiama punta Triscavaz o punta Sottile (rt Trišćavac), ed è lì che si trova un faro costruito nel 1878 (2 lampi in 15 secondi, con una potenza di 24 miglia).
Le uniche insenature dove è possibile l'ancoraggio sono la valle Bol o Dol (Dol) al centro della costa meridionale, e valle Porto o Costabuona (uvala Međedina), a sud-ovest della precedente.

## Storia
La piccola isola era abitata fin dai tempi dell'Impero Romano. Vi si possono vedere i resti di una chiesa cristiana del IV secolo.
La Repubblica di Venezia la occupò dopo l'anno mille per molti secoli, ma saltuariamente appartenne anche alla Repubblica di Ragusa. L'esigua popolazione, in maggioranza dalmati italiani, emigrò quasi completamente nell'Ottocento e solo due decine di pescatori vi rimanevano quando l'isola divenne italiana nel 1918.
Alla Conferenza di Pace di Parigi dopo la prima guerra mondiale la delegazione italiana scelse di farla italiana (assieme alla vicina Lagosta) al posto di Lissa per ragioni strategiche, in quanto "chiudeva" assieme a Pelagosa e alle Tremiti l'accesso all'Adriatico settentrionale.
A seguito della seconda guerra mondiale l'isola è rimasta praticamente spopolata, è abitata solo dai guardiani del faro e saltuariamente da pescatori. 

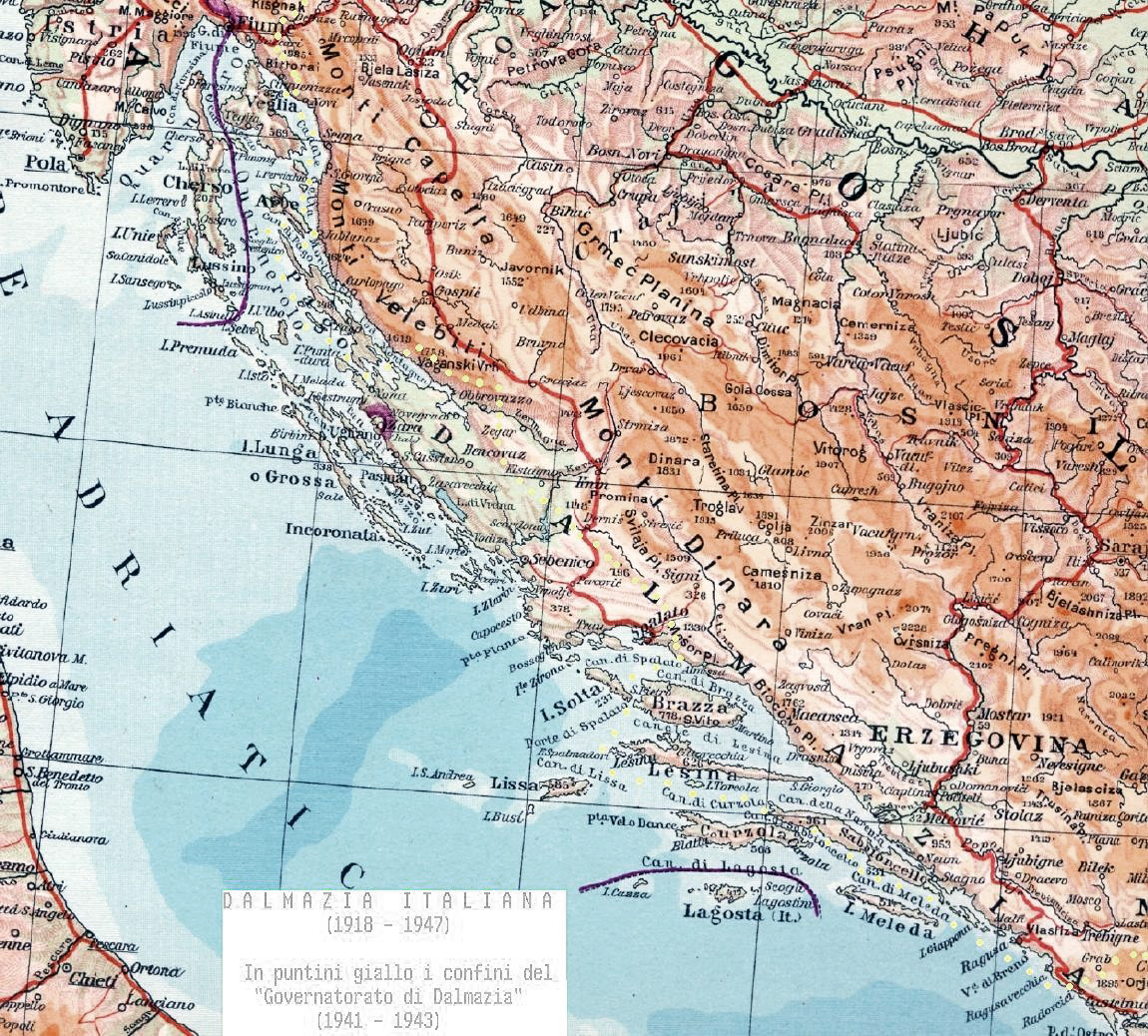
Ingrandendo la sezione meridionale della mappa si può vedere in dettaglio l'isola di Cazza italiana

### Cartografia
- (HR) Mappa topografica della Croazia 1:25000, su preglednik.arkod.hr. URL consultato il 13 gennaio 2017.
- G. Giani, Carta prospettiva delle Comuni censuarie della Dalmazia, foglio 11, 1839. Fondo Miscellanea cartografica catastale, Archivio di Stato di Trieste.
- Carta di cabottaggio del mare Adriatico, foglio XI, Milano, Istituto geografico militare, 1822-1824. URL consultato il 17 aprile 2021 (archiviato dall'url originale il 13 aprile 2013).